# Haag-Nunatakker
Die Haag-Nunatakker sind eine Gruppe von drei hintereinander angeordneten und bis zu 1150 m hohen Nunatakkern mit annähernd nordsüdlicher Ausrichtung an der Zumberge-Küste des westantarktischen Ellsworthlands. Sie ragen etwa 110 km westsüdwestlich des Mount Hassage und rund 135 km östlich des Mount Ulmer im Fowler Ice Rise südwestlich des Evans-Eisstroms auf. Der mittlere und zugleich höchste sowie der südlichste von ihnen weisen unvereiste Felsvorsprünge auf, während der kleinste und nördlichste komplett von Schnee bedeckt ist.
Die Formation wurde bei der US-amerikanischen Ronne Antarctic Research Expedition (1947–1948) entdeckt. Expeditionsleiter Finn Ronne benannte sie als Mount Haag. Namensgeber ist Joseph Haag Jr. (1895–1958), Leiter der Todd Shipyards in New York City, bei denen das Schiff für diese Forschungsreise gebaut wurde.
Die Auswertung von Luftaufnahmen der Flugstaffel VX-6 der United States Navy aus dem Jahr 1966 ergab, dass es sich nicht um einen Berg, sondern um eine Nunatakkergruppe handelt. Das Advisory Committee on Antarctic Names nahm 1978 eine dementsprechende Anpassung der Benennung vor.

## Geologie
Die Haag-Nunatakker repräsentieren die ältesten Gesteine Westantarktikas und sind in einem Areal von ca. 2 Quadratkilometer aufgeschlossen. Der übrige Teil liegt unter dem Antarktischen Eisschild verborgen. Sie bieten ein einzigartiges Fenster in die geologische Untergrundstruktur der Region. Fernerkundungsmethoden ergaben jedoch ein ca. 120.000 Quadratkilometer großes Fundament.

Karte Antarktikas mit Westantarktika
Lage vom Coatsland
Lage vom Königin-Maud-Land
Lage vom südafrikanischen Kaapvaal-Kraton

Die Entwicklung erfolgte in einem magmatischen Inselbogen während des Mesoproterozoikums vor ca. 1260 mya aus einer dem Erdmantel entstammenden Schmelze und nicht durch Umschmelzen von vorhandenem Krustengestein. Alter und Petrologie des Haag Nunatakker-Blocks unterscheiden sich von denen der angrenzenden, jüngeren Antarktischen Halbinsel und des Ellsworthgebirges. Sie korrelieren jedoch mit dem südafrikanischen Natal Embayment und dem Grundgebirge im ostantarktischen Coatsland. Das Natal Embayment war ein Seebecken zwischen dem heutigen Südafrika und dem Königin-Maud-Land. Daraus wurde geschlossen, dass die Haag-Nunatakker ab 1200 mya am Rand des Kalahari-Kratons bzw. Kaapvaal-Kratons akkretierten.
Der bedeutendste Gesteinstyp ist ein schichtförmiger Granodiorit-Gneis mit kalk-alkalischer Geochemie, der wahrscheinlich aus einem vulkanisch/plutonischen Inselbogenkomplex entstammten. Dieser wurden von zwei Gruppen granitischer Intrusionen durchschlagen, deren Alter auf  ca. 1176, 1058 und 1003 mya datieren. Sie waren jeweils begleitet von Deformationen. Diese Zeiträume fallen in die Formierungsphase des Superkontinents Rodinia. Es wird angenommen, dass um 250 mya der Ellsworth-Whitmore-Gebirgskomplex über den Rand des Haag-Nunatakker-Blocks aufgeschoben wurden. Die Grenze zwischen diesen beiden Regionen stellt daher eine lang bestehende geologische Diskontinuität dar.